# Санкт-Петербургская Введенская мужская гимназия
Санкт-Петербургская Введенская мужская гимназия — среднее учебное заведение в Санкт-Петербурге. Была образована в 1882 году. 

## История
Старейшее учебное заведение Петроградской стороны — Введенское двухклассное училище было основано в 1781 году. С 1834 года училище стало четырёхклассным, при нём открылся пансион. Размещалось училище с 1805 года в специально для него приобретённом двухэтажном каменном здании купца А. Иванова  на углу Большого проспекта Петроградской стороны (д.3 7) и улицы Шамшева.
В 1862 году Введенское училище было преобразовано в четырёхклассную (с 1874 года – шестиклассная) «Санкт-Петербургскую Введенскую мужскую прогимназию», в 1882 году — в гимназию с названием «Санкт-Петербургская Введенская Девятая мужская гимназия».
С 10 августа 1874 года прогимназией руководил Алексей Михайлович Груздев, с 20 октября 1882 года — директор гимназии. Затем директорами гимназии были: с 1 января 1886 года — Александр Иванович Чистяков; с 7 января 1893 года — Алексей Иванович Давиденков; с 29 января 1899 года — Александр Евграфович Якубов, с 1 июля 1913 года — Яков Иванович Руднев.
В 1907 году в гимназии было 8 основных классов, 6 параллельных и один приготовительный; всего учителей — 24, учащихся — 580 человек.
В 1913 году гимназия получила наименование «императора Петра Великого».
После Октябрьской революции гимназия была преобразована в трудовую школу.
Выпускники Введенской гимназии
В гимназии в разное время учились поэт Александр Блок (1891—1898 ), кинорежиссёр Сергей Васильев и будущий президент Литвы Антанас Сметона.